# Концерт для туби з оркестром (Воан-Вільямс)
Концерт для туби з оркестром Фа мінор  Ральфа Воан-Вільямса — одне з нечисленних творів для солюючої туби в супроводі  симфонічного оркестру. Написаний в 1954 році, концерт міцно закріпився в репертуарі практично всіх солістів — виконавців на цьому інструменті.
Концерт був написаний спеціально для тубіста  Лондонського симфонічного оркестру Філіпа Кейтелінета з нагоди п'ятдесятирічного ювілею оркестру. Ним він і був вперше виконаний в Лондоні під орудою Джона Барбіроллі 13 червня 1954 року. Цим же складом виконавців в тому ж році був здійснений перший запис цього твору.
Концерт складається з трьох частин:
1. Allegro Moderato
2. Romanza. Andante sostenuto
3. Finale. Rondo alla Tedesca

## Записи
- Філіп Кейтелінет, Лондонський симфонічний оркестр; сер Джон Барбіроллі ( 1954)
- Арнольд Джейкобс, Чиказький симфонічний оркестр, Даніель Баренбойм
- Джеймс Гурлей; оркестр Бірмінгемського Королівського балету; Гевін Сазерленд
- Міхаель Лінд; Симфонічний оркестр Стокгольмського радіо; Лейф Сегерстам
- Ейстейн Бадсвік, Сінгапурський симфонічний оркестр; Енн Менсон